# Tunisia 2
Tunisia 2, in arabo الوطنية 2 (Al- Watania 2), è il secondo canale televisivo pubblico tunisino.

## Storia

### RTT2
Il governo francese, che nel 1966 voleva installare la rete trasmissiva del secondo canale ORTF in Tunisia, si scontrò con il rifiuto dei funzionari del regime. Nel 1969, i funzionari dell'ORTF accettarono di finanziare la creazione di un secondo canale tunisino di lingua francese, di allestire uno studio presso la sede della RTT dotato di mezzi di trasmissione tecnici leggeri e di installare quattro trasmettitori e ripetitori nella capitale e nel nord del paese. Tuttavia il progetto non ebbe seguito, e l'accordo non fu firmato fino al 1982.
Il decreto del 25 dicembre 1982 prevede la creazione nell'ambito della direzione televisiva di una sottoregia della catena internazionale che deve "assicurare l'ideazione, la programmazione, la produzione e la diffusione dei programmi in lingua francese" .
Lanciato ufficialmente il 12 giugno 1983 alle 20:30 con l'inno nazionale, RTT 2 trasmette i suoi programmi tutti i giorni dalle 20:30 alle 23:00 (dalle 19:00 alle 24:00 il sabato e la domenica) dallo studio 12 della sede RTT. Tuttavia, a parte i suoi telegiornali, il canale non ha un proprio budget o mezzi di produzione.
Infatti, il 10% del budget totale della televisione tunisina ad essa assegnato viene utilizzato principalmente per gli stipendi del suo personale. A questo si aggiunge una programmazione poco attraente: i gestori del secondo canale spesso si accontentano di selezionare programmi dai canali pubblici francesi e da TV5 . Uno studio condotto nel 1988 attribuisce all'RTT 2 un'audience settimanale del 20%.

### "Ripetitorista" di France 2
Le trasmissioni autoprodotte terminarono nel 1989 quando la rete, attiva dal pomeriggio a mezzanotte, venne destinata alla ripetizione del secondo canale televisivo francese, Antenne 2 (divenuto France 2 nel 1992) fino alla fine di ottobre 1999, quando Canal 21 (nuovo nome della seconda rete tunisia) ne terminò la ritrasmissione.

### Il rilancio
il 7 novembre 1994, su istruzioni dell'allora presidente Zine el-Abidine Ben Ali, RTT 2 cambiò nome in Canal 21, tornando a proporre alcuni programmi autoprodotti.
Destinata ai giovani, col numero 21 che evoca la Giornata della Gioventù del 21 marzo, trasmette i suoi programmi solo tra le 17:40 e le 20:15, al posto di quelli di France 2 (soprattutto per evitare la ritrasmissione del telegiornale delle 20:00, ritenuto scomodo dal regime), con alcune eccezioni per consentire ad esempio la diretta di eventi sportivi di rilievo (come il Tour de France).
Dopo la discutibile rielezione del presidente Ben Ali nel 1999 (con oltre il 99% dei voti), i media francesi, compreso France 2, hanno fortemente criticato il governo tunisino e deplorato la mancanza di democrazia del regime .
In risposta, Ben Alì diede l'ordine all' ERTT di porre fine alla ritrasmissione di France 2, cosa che è avvenuta alla fine di ottobre 1999. Da questa data, la seconda rete nazionale tunisina è interamente occupata dai programmi di Canal 21, che ora trasmette dalle 16:00 (poi dalle 14) a mezzanotte. Tuttavia, il canale fatica a trovare il suo pubblico con una quota di ascolto non superiore al 5% perché deve far fronte alla forte concorrenza dei canali nazionali privati e di altri canali arabi trasmessi via satellite. Inoltre, la sua distribuzione in quel periodo era esclusivamente via etere.
il 25 luglio 2007, Ben Ali ha annunciato in un discorso l'inizio della diffusione di Canal 21 anche via satellite, affiancando la sorella maggiore Tunis 7, e un restyling del palinsesto.
Il canale è stato effettivamente ribattezzato Tunisie 21 il 7 novembre e ha iniziato a trasmettere sul satellite lo stesso giorno. La trasmissione si svolge tra mezzogiorno e mezzanotte mentre vengono messi in atto un nuovo palinsesto e un nuovo look per il canale. Questa trasmissione satellitare consente al canale di espandere il proprio pubblico.
Nel marzo 2010 Tunisie 21 si è trasferita nella nuova sede della televisione tunisina.

### Tunisia 2
Dopo la caduta del presidente Zine el-Abidine Ben Ali il 14 gennaio 2011, in occasione della rivoluzione tunisina , il canale cambia nuovamente nome il 20 gennaio per diventare Tunisia 2, in arabo الوطنية 2 (Al- Watania 2). Dal 2 gennaio 2012, il palinsesto cambia linea editoriale e adotta una programmazione dedicata alle realtà locali; la sua trasmissione copre quindi 17 ore al giorno. Dal 1º gennaio 2013 il canale passa finalmente a un palinsesto di 24 ore.